# WWE Saturday Night's Main Event
Saturday Night's Main Event es un programa de televisión de entretenimiento deportivo de lucha libre profesional, producido por la WWE. Se emitió por primera vez en 1985, originalmente por la cadena NBC, la cual contó con reemplazos esporádicos al late show estadounidense, Saturday Night Live, en las programaciones de los fines de semana. El programa fue emitido por NBC hasta 1991, y transmitida dos veces en la cadena Fox en 1992 antes de ser cancelada. Fue revivida en 2006, pero fue cancelada nuevamente en 2008 por falta de recursos. El año 2024 fue anunciado su regreso.

## Historia

### Inicios y abandono (1985-1992)
Saturday Night's Main Event debutó el 11 de mayo de 1985,  como un adicional del late show estadounidense, Saturday Night Live, normalmente para dar espacio libre al programa en vivo de la NBC. El entonces productor ejecutivo de Saturday Night Live, Dick Ebersol, llegó a un acuerdo con el dueño de la WWF, Vince McMahon, para producir el nuevo programa, el cual aumentaría considerablemente su índice de audiencia, trazando especiales con MTV entre 1984 y 1985.
El programa recibió incrementos satisfactorios en su índice de audiencia. El día más notable fue el 14 de mayo de 1987, cuando marcó 11.6 puntos de índice de audiencia, que hasta la fecha sigue siendo el índice más alto en su género. El programa presentó un Battle Royal, contando con Hulk Hogan y André the Giant, quienes se enfrentaron entre ellos en WrestleMania III. Hogan no acostumbraba realizar apariciones en programas de televisión de la WWF debido a su contrato, lo cual permitió que cientos de miles de personas lo vieran en acción en un programa de televisión abierta. La buena acogida de Saturday Night's Main Event permitió la realización de futuros programas y de diferentes horarios, entre ellos The Main Event.
Los índices de audiencia se mantendrían fuertes por el año 1990, pero luego bajarían un tiempo después. NBC, quienes se adjudicaron los derechos de transmitir las emisiones de los juegos nacionales de la NBA, comenzaron a perder interés en la lucha libre, y Saturday Night's Main Event fue abandonado. Su última emisión fue el 27 de abril de 1991, por lo que Fox retomó el programa en 1992, aunque no con la misma repercusión, llegando a emitir su último programa el 14 de noviembre de 1992.
El programa, a lo largo de su historia, fue animado por McMahon y Jesse "The Body" Ventura con la esporádicas apariciones de Bobby Heenan en 1986 y 1987. En 1990, "Rowdy" Roddy Piper reemplazó a Ventura como compañero de McMahon en la mesa de comentaristas, cuando Ventura abandonó la empresa de la WWF. En los dos episodios que salían al aire para Fox, Heenan sirvió como compañero de McMahon. Desde 1985 a 1988, el tema oficial en la apertura fue usada por la versión de la NBC, "Obsession" de Animotion con el tema de clausura "Take Me Home" de Phil Collins, contando también entre sus temas la canción "Take on Me" de a-ha. En febrero de 1988, las canciones fueron remplazadas por temas originales e instrumentales creados por la WWF. El nuevo tema instrumental fue usado originalmente para los Slammy Award de 1987. Un tema diferente fue usado por la WWF en el mes de febrero de 1992.

### Retorno (2006 - 2007)
Saturday Night's Main Event retornó a la NBC el 18 de marzo de 2006. El tema oficial del retorno del programa fue "Boom" de P.O.D. La última edición fue el 2 de agosto de 2008. En 2009, la WWE decidió emitir el aniversario de los 25 años de WrestleMania y Tribute to the Troops en NBC en vez del programa que se estaba emitiendo, volviendo a ser abandonado.

## Fechas y lugares
| Evento                              | Fecha                                                        | Lugar                         | Estadio                           | Evento principal               |
| ----------------------------------- | ------------------------------------------------------------ | ----------------------------- | --------------------------------- | ------------------------------ |
| Saturday Night's Main Event I       | 10 de mayo de 1985 (Al aire el 11 de mayo de 1985)           | Uniondale, Nueva York         | Nassau Veterans Memorial Coliseum | Hulk Hogan vs. Bob Orton       |
| Saturday Night's Main Event II      | 3 de octubre de 1985 (Al aire el 5 de octubre de 1985)       | East Rutherford, Nueva Jersey | Meadowlands Arena                 | Hulk Hogan vs. Nikolai Volkoff |
| Saturday Night's Main Event III     | 31 de octubre de 1985 (Al aire el 2 de noviembre de 1985)    |                               |                                   |                                |
| Saturday Night's Main Event IV      | 19 de diciembre de 1985 (Al aire el 4 de enero de 1986)      |                               |                                   |                                |
| Saturday Night's Main Event V       | 15 de febrero de 1986 (Al aire el 1 de marzo de 1986)        |                               |                                   |                                |
| Saturday Night's Main Event VI      | 1 de mayo de 1986 (Al aire el 3 de mayo de 1986)             |                               |                                   |                                |
| Saturday Night's Main Event VII     | 13 de septiembre de 1986 (Al aire el 4 de octubre de 1986)   |                               |                                   |                                |
| Saturday Night's Main Event VIII    | 15 de noviembre de 1986 (Al aire el 29 de noviembre de 1986) |                               |                                   |                                |
| Saturday Night's Main Event IX      | 14 de diciembre de 1986 (Al aire el 3 de enero de 1987)      |                               |                                   |                                |
| Saturday Night's Main Event X       | 21 de febrero de 1987 (Al aire el 14 de marzo de 1987)       |                               |                                   |                                |
| Saturday Night's Main Event XI      | 28 de abril de 1987 (Al aire el 2 de mayo de 1987)           |                               |                                   |                                |
| Saturday Night's Main Event XII     | 23 de septiembre de 1987 (Al aire el 3 de octubre de 1987)   |                               |                                   |                                |
| Saturday Night's Main Event XIII    | 11 de noviembre de 1987 (Al aire el 28 de noviembre de 1987) |                               |                                   |                                |
| Saturday Night's Main Event XIV     | 7 de diciembre de 1987 (Al aire el 2 de enero de 1988)       |                               |                                   |                                |
| Saturday Night's Main Event XV      | 7 de marzo de 1988 (Al aire el 12 de marzo de 1988)          |                               |                                   |                                |
| Saturday Night's Main Event XVI     | 22 de abril de 1988 (Al aire el 30 de abril de 1988)         |                               |                                   |                                |
| Saturday Night's Main Event XVII    | 25 de octubre de 1988 (Al aire el 29 de octubre de 1988)     |                               |                                   |                                |
| Saturday Night's Main Event XVIII   | 16 de noviembre de 1988 (Al aire el 26 de noviembre de 1988) |                               |                                   |                                |
| Saturday Night's Main Event XIX     | 7 de diciembre de 1988 (Al aire el 7 de enero de 1989)       |                               |                                   |                                |
| Saturday Night's Main Event XX      | 16 de febrero de 1989 (Al aire el 11 de marzo de 1989)       |                               |                                   |                                |
| Saturday Night's Main Event XXI     | 18 de julio de 1989 (Al aire el 29 de julio de 1989)         |                               |                                   |                                |
| Saturday Night's Main Event XXII    | 21 de septiembre de 1989 (Al aire el 14 de octubre de 1989)  |                               |                                   |                                |
| Saturday Night's Main Event XXIII   | 31 de octubre de 1989 (Al aire el 25 de noviembre de 1989)   |                               |                                   |                                |
| Saturday Night's Main Event XXIV    | 3 de enero de 1990 (Al aire el 27 de enero de 1990)          |                               |                                   |                                |
| Saturday Night's Main Event XXV     | 23 de abril de 1990 (Al aire el 28 de abril de 1990)         |                               |                                   |                                |
| Saturday Night's Main Event XXVI    | 16 de julio de 1990 (Al aire el 28 de julio de 1990)         |                               |                                   |                                |
| Saturday Night's Main Event XXVIII  | 18 de septiembre de 1990 (Al aire el 13 de octubre de 1990)  |                               |                                   |                                |
| Saturday Night's Main Event XXIX    | 15 de abril de 1991 (Al aire el 27 de abril de 1991)         |                               |                                   |                                |
| Saturday Night's Main Event XXX     | 27 de enero de 1992 (Al aire el 8 de febrero de 1992)        |                               |                                   |                                |
| Saturday Night's Main Event XXXI    | 27 de octubre de 1992 (Al aire el 14 de noviembre de 1992)   |                               |                                   |                                |
| Saturday Night's Main Event XXXII   | 18 de marzo de 2006                                          |                               |                                   |                                |
| Saturday Night's Main Event XXXIII  | 15 de julio de 2006                                          |                               |                                   |                                |
| Saturday Night's Main Event XXXIV   | 28 de mayo de 2007 (Al aire el 2 de junio de 2007)           |                               |                                   |                                |
| Saturday Night's Main Event XXXV    | 13 de agosto de 2007 (Al aire el 18 de agosto de 2007)       |                               |                                   |                                |
| Saturday Night's Main Event XXXVI   | 28 de julio de 2008 (Al aire el 2 de agosto de 2008)         |                               |                                   |                                |
| Saturday Night's Main Event XXXVII  | 14 de diciembre de 2024                                      | Uniondale, Nueva York         | Nassau Veterans Memorial Coliseum | Cody Rhodes vs. Kevin Owens    |
| Saturday Night's Main Event XXXVIII | 25 de enero de 2025                                          | San Antonio, Texas            | Frost Bank Center                 | Gunther vs. Jey Uso            |
| Saturday Night's Main Event XXXIX   | 24 de mayo de 2025                                           | Tampa, Florida                | Yuengling Center                  | Jey Uso vs. Logan Paul         |
| Saturday Night's Main Event XL      | 12 de julio de 2025                                          | Atlanta, Georgia              | State Farm Arena                  | Gunther vs. Goldberg           |

## Ediciones

### Saturday Night's Main Event I
Saturday Night's Main Event XXXII tuvo lugar el 11 de mayo de 1985 (grabado el 10 de mayo de 1985) desde el Nassau Veterans Memorial Coliseum en Uniondale, Nueva York.
- Dark Match: Salvatore Bellomo derrotó a Johnny Rodz.
- Dark Match: Les Thornton derrotó a Rick McGraw.
- Dark Match: Big John Studd derrotó a Tony Garea.
- Dark Match: José Luis Rivera derrotó a Charlie Fulton.
- Dark Match: Moondog Spot derrotó a Steve Lombardi.
- The U.S. Express (Mike Rotunda & Barry Windham) y Ricky Steamboat (con Lou Albano) derrotaron a Nikolai Volkoff, The Iron Sheik, y George Steele (con Freddie Blassie). (6:30)
- Wendi Richter (con Cyndi Lauper) derrotó a The Fabulous Moolah y retuvo el Campeonato Femenino. (4:00)
  - Ritcher cubrió a Moolah después de un Roll Up.
  - Después de la lucha Lauper corrió de la sala de monitores para celebrar con Ritcher.
- Junkyard Dog (con Bertha Ritter) derrotó a Pete Doherty. (3:15)
- Hulk Hogan (con Mr. T) derrotó a Bob Orton (con Roddy Piper) por descalificación y retuvo el Campeonato de la WWF. (6:54)

### Saturday Night's Main Event II
Saturday Night's Main Event II tuvo lugar el 5 de octubre de 1985 (grabado el 3 de octubre de 1985) desde el Meadowlands Arena en East Rutherford, Nueva Jersey.
- Hulk Hogan derrotó a Nikolai Volkoff (con Freddie Blassie) en un Flag Match y retuvo el Campeonato de la WWF. (5:17)
  - Hogan cubrió a Volkoff después de un «Atomic Leg Drop».
  - Después de la lucha, Hogan tomó la bandera de la Unión Soviética para lustrarse las botas y luego escupirla.
- Uncle Elmer (con Hillbilly Jim y Cousin Junior) derrotó a Jerry Valiant. (0:06)
  - Elmer cubrió a Valiant después de un «Body Slam».
- Paul Orndorff y Roddy Piper empataron luego de un doble conteo de diez fuera del ring. (5:00)
  - Orndorff y Piper recibieron el conteo luego de llevar la lucha a los bastidores.
- André the Giant & Tony Atlas (con Lou Albano) derrotaron a King Kong Bundy & Big John Studd (con Bobby Heenan) por descalificación. (4:26)
  - El árbitro descalificó a Studd quien atacó a André the Giant sin haber recibido el relevo de su compañero legal.
  - Después de la lucha, Bundy y Studd continuaron atacando a André, pero Hulk Hogan ingresó al ring para socorrerlo.
- The Dream Team (Brutus Beefcake & Greg Valentine) (c) (con Johnny Valiant) derrotaron a Lanny Poffo & Tony Garea y retuvieron los Campeonatos en Parejas de la WWF. (3:30)
  - Valentine forzó a Garea a rendirse con un «Figure four leglock».

### Saturday Night's Main Event III
Saturday Night's Main Event III tuvo lugar el 2 de noviembre de 1985 (grabado el 31 de octubre de 1985) desde el Hersheypark Arena en Hershey, Pensilvania.
- Dark Match: Cousin Junior, Hillbilly Jim & Uncle Elmer derrotaron a Bob Orton, Jesse Ventura & Roddy Piper.
- Terry Funk (con Jimmy Hart) derrotó a Junkyard Dog.(5:16)
- Hulk Hogan & André the Giant (con Lou Albano) derrotaron a King Kong Bundy & Big John Studd (con Bobby Heenan) por descalificación. (8:00)
- Tito Santana (c) y Randy Savage (con Miss Elizabeth) empataron luego de un doble conteo de diez fuera del ring por el Campeonato Intercontinental.(4:10)
- Ricky Steamboat derrotó a Mr. Fuji (con The Magnificent Muraco) en un Kung Fu Challenge. (3:16)

### Saturday Night's Main Event IV
Saturday Night's Main Event IV tuvo lugar el 4 de enero de 1986 (grabado el 19 de diciembre de 1985) desde el USF Sun Dome en Tampa, Florida.
- Jesse Ventura, Roddy Piper & Bob Orton derrotaron a Hillbilly Jim, Uncle Elmer & Cousin Luke. (8:00)
  - El árbitro detuvo el combate luego de que Piper fingiera dejar K.O. a Luke con un «Sleeper hold» tras un golpe de Orton.
- Hulk Hogan (c) (con Junkyard Dog) derrotó a Terry Funk (con Jimmy Hart) y retuvo el Campeonato de la WWF. (8:30)
  - Hogan cubrió a Funk luego de un «Clothesline».
  - Durante la lucha, Hart interfirió atacando a Hogan.
- Randy Savage (con Miss Elizabeth) derrotó a George Steele (con Lou Albano). (3:41)
  - Savage cubrió a Steele después de un «Diving double axe handle».
- Nikolai Volkoff (con Freddie Blassie y The Iron Sheik) derrotó a Corporal Kirchner. (4:22)
  - Volkoff cubrió a Kirchner después de un «Jumping knee drop».
  - Después de la lucha, Kirchner atacó a Volkoff y Iron Sheik.
- Junkyard Dog & Ricky Steamboat derrotaron a Mr. Fuji y The Magnificent Muraco. (5:17)
  - Junkyard cubrió a Fuji después de un «Headbutt».

### Saturday Night's Main Event V
Saturday Night's Main Event V tuvo lugar el 1 de marzo de 1986 (grabado el 15 de febrero de 1986) desde el Arizona Veterans Memorial Coliseum en Phoenix, Arizona.
- Dark Match: Pedro Morales derrotó a Bret Hart.
- Mr. T derrotó a Bob Orton (con Roddy Piper) en un Boxing match. (1:00 R2)
- King Kong Bundy (con Bobby Heenan) derrotó a Steve Gatorwolf. (0:41)
- Hulk Hogan (c) derrotó a The Magnificent Muraco (con Bobby Heenan) por descalificación y retuvo el Campeonato de la WWF. (6:53)
- The Dream Team (Brutus Beefcake & Greg Valentine) (con Johnny Valiant) derrotaron a The British Bulldogs (Davey Boy Smith & Dynamite Kid) (con Lou Albano) y retuvieron los Campeonatos en Parejas de la WWF. (12:00)
- Junkyard Dog derrotó a Adrián Adonis (con Jimmy Hart). (8:45)

### Saturday Night's Main Event VI
Saturday Night's Main Event VI tuvo lugar el 3 de mayo de 1986 (grabado el 1 de mayo de 1986) desde el Providence Civic Center en Providence, Rhode Island.
- Dark Match: Lanny Poffo derrotó a René Goulet.
- Dark Match: Iron Mike Sharpe derrotó a SD Jones.
- Dark Match: Pedro Morales derrotó a Tiger Chung Lee.
- Dark Match: Danny Spivey derrotó a Moondog Spot.
- Hulk Hogan & Junkyard Dog (con The Haití Kid) derrotaron a Terry Funk & Hoss Funk (con Jimmy Hart y Jimmy Jack Funk). (13:30)[20]
- King Kong Bundy derrotó a Uncle Elmer. (2:35)
- Adrián Adonis (con Jimmy Hart) derrotó a Paul Orndorff por descalificación. (12:00)
- Jake Roberts y Ricky Steamboat terminaron sin resultado.
- The British Bulldogs (Davey Boy Smith & Dynamite Kid) (c) (con Lou Albano) derrotaron a Nikolai Volkoff & The Iron Sheik (con Freddie Blassie) en un 2-out-of-3 Falls Match. (9:10)

### Saturday Night's Main Event VII
Saturday Night's Main Event VII tuvo lugar el 4 de octubre de 1986 (grabado el 13 de septiembre de 1986) desde el Coliseum at Richfield en Richfield, Ohio.
- Hulk Hogan (c) derrotó a Paul Orndorff (con Bobby Heenan) por descalificación y retuvo el Campeonato de la WWF. (11:00)
- Ricky Steamboat derrotó a Jake Roberts. (6:17)
- Roddy Piper derrotó a The Iron Sheik (con Slick). (0:43)
- The British Bulldogs (Davey Boy Smith & Dynamite Kid) (con Lou Albano) derrotaron a The Dream Team (Brutus Beefcake & Greg Valentine) (con Johnny Valiant) en un 2-out-of-3 Falls Match y retuvieron los Campeonatos en Parejas de la WWF. (12:18)[22]
- Kamala (con The Wizard y Kim Chee) derrotó a Lanny Poffo. (1:43)

### Saturday Night's Main Event VIII
Saturday Night's Main Event VIII tuvo lugar el 29 de noviembre de 1986 (grabado el 15 de noviembre de 1986) desde el Los Angeles Memorial Sports Arena en Los Ángeles, California.
- Dark Match: Tito Santana derrotó a Mr. X.
- Dark Match: Sika derrotó a Sivi Afi.
- Dark Match: Jerry Monti derrotó a Jack Kruger.
- Dark Match: Farmer Pete & The Karate Kid derrotaron a Butch Cassidy & Lord Littlebrook.
- Randy Savage (con Miss Elizabeth) (c) contra Jake Roberts finalizaron su combate en una doble descalificación por el Campeonato Intercontinental. (9:30)
- Hulk Hogan derrotó a Hércules Hernández (con Bobby Heenan) y retuvo el Campeonato de la WWF. (6:30)
- Roddy Piper derrotó a Bob Orton (con Jimmy Hart). (3:48)
- The Killer Bees (Jim Brunzell & B. Brian Blair) derrotaron a The Hart Foundation (Bret Hart & Jim Neidhart) (con Jimmy Hart). (9:40)
- Koko B. Ware derrotó a Nikolai Volkoff (con Slick). (2:31)
- The Magnificent Muraco (con Mr. Fuji) derrotó a Dick Slater. (2:05)

### Saturday Night's Main Event IX
Saturday Night's Main Event IX tuvo lugar el 3 de enero de 1987 (grabado el 14 de diciembre de 1986) desde el Hartford Civic Center en Hartford, Connecticut.
- Dark Match: The Magnificent Muraco contra Tito Santana finalizaron sin resultado al acabarse el tiempo estipulado para una Dark Match. (15:00)
- Dark Match: José Luis Rivera derrotó a Iron Mike Sharpe.
- Dark Match: The Hart Foundation (Bret Hart & Jim Neidhart) derrotaron a The American Express (Danny Spivey & Mike Rotundo) (11:00)
- Dark Match: Hércules derrotó a Pedro Morales.
- Dark Match: Butch Reed derrotó a SD Jones. (11:00)
- Dark Match: The Honky Tonk Man (con Jimmy Hart) derrotó a Corporal Kirchner (5:13)
- Hulk Hogan derrotó a Paul Orndorff (con Bobby Heenan) en un Steel Cage match y retuvo el Campeonato de la WWF. (10:42)
- Randy Savage (con Miss Elizabeth) derrotó a George Steele (con Ricky Steamboat) y retuvo el Campeonato Intercontinental. (8:30)
- Junkyard Dog derrotó a Harley Race (con Bobby Heenan) por descalificación. (4:33)
- Adrián Adonis (con Jimmy Hart) derrotó a Roddy Piper por conteo de 10 fuera del ring. (3:35)
- Blackjack Mulligan derrotó a Jimmy Jack Funk. (2:31)

### Saturday Night's Main Event XXXII
Saturday Night's Main Event XXXII tuvo lugar el 18 de marzo de 2006 desde el Cobo Arena en Detroit, Míchigan.
- John Cena & Triple H derrotaron a Kurt Angle, Rey Mysterio y Randy Orton en un Handicap Match.
  - Cena cubrió a Orton con un Roll up tras revertir una RKO
  - Durante el combate, Triple H aplicó un Pedigree a Cena y Orton aplicó un RKO a Angle.
- Mickie James & Trish Stratus derrotaron a Candice Michelle & Victoria.
  - Stratus cubrió a después de un Stratusfaction.
  - Después de la lucha James iba celebrar con Stratus pero la atacó e insulto posteriormente salió del cuadrilátero.
- Shane McMahon derrotó a Shawn Michaels en un Street Fight Match.
  - Shane le aplicó Michaels un «Sharpshooter», pero Vince McMahon le dio la victoria a Shane sin que Michaels se rindiera.
  - Esta situación emula a la Traición de Montreal.

### Saturday Night's Main Event XXXIII
Saturday Night's Main Event XXXIII tuvo lugar el 15 de julio de 2006 desde el American Airlines Center en Dallas, Texas.
- Batista, Rey Mysterio y Bobby Lashley derrotaron a Mark Henry, Finlay y King Booker (conQueen Sharmell y William Regal).
  - Batista cubrió a Booker después de un "Spinebuster", un "619" y una "Batista Bomb".
- Carlito & Trish Stratus derrotaron a Johnny Nitro & Melina.
  - Carlito cubrió a Nitro con un Backcracker.
- D-Generation X (Triple H & Shawn Michaels) derrotaron a Spirit Squad (Kenny, Mitch, Nicky, Johnny & Mikey) en un Handicap Elimination Match.
  - Triple H eliminó a Kenny con un "Pedigree".
- Sabu derrotó a Stevie Richards en un Extreme Rules Match.
  - Sabu cubrió a Richards con un "Triple Jump Moonsault" sobre una silla.
- John Cena derrotó al Campeón de la WWE Edge (conLita) por descalificación.
  - Lita atacó al árbitro. Tras el combate, Cena realizó un "FU" a Edge sobre la mesa de los comentaristas.
  - Como resultado Edge retuvo el campeonato

### Saturday Night's Main Event XXXIV
Saturday Night's Main Event XXXIV tuvo lugar el 2 de junio de 2007 (grabado el 28 de mayo de 2007) desde el Air Canada Centre en Toronto, Ontario, Canadá.
- The Great Khali (c/Ranjin Singh) derrotó a John Cena.
- Un Arm Wrestling Contest entre Bobby Lashley y Mark Henry acabó sin ganador.
- Batista & Chris Benoit derrotaron a Edge & Montel Vontavious Porter.
- Finlay & Little Bastard derrotaron a The Boogeyman & Little Boogeyman.
  - Finlay cubrió a Little Boogeyman tras una "Big Boot".
- Kane, Doink the Clown & Eugene derrotaron a Kevin Thorn, Viscera y Umaga.
  - Kane cubrió a Vicera después de un Chokeslam.

### Saturday Night's Main Event XXXV
Saturday Night's Main Event XXXV tuvo lugar el 18 de agosto de 2007 (grabado el 13 de agosto de 2007) desde el Madison Square Garden en Manhattan, Nueva York.
- Batista & Kane derrotaron a Finlay & The Great Khali (c/Ranjin Singh).
- John Cena derrotó a Carlito.
  - Cena forzó a Carlito a rendirse con un "STFU".
  - Tras el combate, Randy Orton le aplicó a Cena un "RKO".
- Un Boxing Match entre Evander Holyfield (c/Montel Vontavious Porter) y Matt Hardy acabó sin resultado.
  - Evander atacó a MVP con un derechazo.
- CM Punk & The Boogeyman derrotaron a John Morrison & Big Daddy V (c/Matt Striker)
  - Punk cubrió a Morrison con un "Roll-up".

### Saturday Night's Main Event XXXVI
Saturday Night's Main Event XXXVI tuvo lugar el 2 de agosto de 2008 (grabado el 28 de julio de 2008) desde el Verizon Center en Washington D. C.
- Dark match: Paul London derrotó a Charlie Haas.
  - London cubrió a Haas después de un «London Calling».
- John «Bradshaw» Layfield, Kane, Ted DiBiase & Cody Rhodes derrotaron a John Cena, Batista & Cryme Tyme (Shad Gaspard & JTG).
  - JBL cubrió a JTG después de un «Clothesline from Hell».
- The Great Khali (con Ranjin Singh) derrotó a Jimmy Wang Yang.
  - Khali cubrió a Yang después de un «Khali Bomb».
- Edge derrotó a Jeff Hardy.
  - Edge cubrió a Hardy después de un «Spear».
  - Durante la lucha, Montel Vontavious Porter intervino distrayendo a Hardy.

### Saturday Night's Main Event XXXVII
Saturday Night's Main Event XXXVII tuvo lugar el 14 de diciembre de 2024 desde el Nassau Veterans Memorial Coliseum en Uniondale, Nueva York. Fue emitido por NBC y Peacock para Estados Unidos y para el resto del mundo por YouTube como un especial de 2 horas, marcando el regreso del evento tras de su última edición en 2008.
- Kick-off: The Motor City Machine Guns (Alex Shelley & Chris Sabin) derrotaron a A-Town Down Under (Austin Theory & Grayson Waller) (8:00).
  - Shelley cubrió a Theory después de un «Skull & Bones».
- Drew McIntyre derrotó a Sami Zayn (10:05).[30]
  - McIntyre cubrió a Zayn después de un «Claymore».
- Liv Morgan derrotó a Iyo Sky y retuvo el Campeonato Mundial Femenino (9:05).[31]
  - Morgan cubrió a Sky después de un «ObLIVion».
  - Después de la lucha, Rhea Ripley salió a confrontar a Morgan.
- Gunther derrotó a Finn Bálor y Damian Priest y retuvo el Campeonato Mundial de Peso Pesado (11:05).[32]
  - Gunther cubrió a Bálor después de un «Powerbomb».
- Chelsea Green (con Piper Niven) derrotó a Michin y ganó el torneo inaugural por el Campeonato Femenino de los Estados Unidos (8:05).[33]
  - Green cubrió a Michin después de un «Unprettier».
  - Durante la lucha, Niven interfirió a favor de Green.
- Cody Rhodes derrotó a Kevin Owens y retuvo el Campeonato Indiscutido de WWE (12:00).[34]
  - Rhodes cubrió a Owens después de un «Cross Rhodes» sobre una silla.
  - Después de la lucha, Owens atacó a Rhodes con un «Package Piledriver», llevándose el cinturón consigo (que en esta ocasión fue, de forma especial, el «Winged Eagle Championship Belt»), y se confrontó con Triple H.

### Saturday Night's Main Event XXXVIII
Saturday Night's Main Event XXXVIII tuvo lugar el 25 de enero de 2025 desde el Frost Bank Center en San Antonio, Texas. Fue emitido por NBC y Peacock para Estados Unidos y para el resto del mundo por YouTube.
- Kick-off: LA Knight derrotó a Carmelo Hayes (5:06).
  - Knight cubrió a Hayes después de un «BFT».
- Rhea Ripley derrotó a Nia Jax y retuvo el Campeonato Mundial Femenino (9:25).[35]
  - Ripley cubrió a Jax después de un «Riptide».
- Bron Breakker derrotó a Sheamus y retuvo el Campeonato Intercontinental (11:30).[36]
  - Breaker cubrió a Sheamus después de un «Spear».
- Braun Strowman derrotó a Jacob Fatu por descalificación (9:00).[37]
  - Strowman ganó la lucha luego de que Fatu atacara al árbitro.
  - Después de la lucha, Fatu siguió atacando a Strowman, siendo detenido por Tama Tonga, Nick Aldis, árbitros y seguridad.
  - Después de la lucha, Strowman abandonó el ring con personal médico después de recibir tres «Moonsault» por parte de Fatu.
- Gunther derrotó a Jey Uso y retuvo el Campeonato Mundial de Peso Pesado (16:40).[38]
  - Gunther cubrió Uso después de dos «Powerbomb».

### Saturday Night's Main Event XXXIX
Saturday Night's Main Event XXXIX tuvo lugar el 24 de mayo de 2025 desde el Yuengling Center en Tampa, Florida. Fue emitido por NBC y Peacock para Estados Unidos y por YouTube para el resto del mundo.
- Kick-off: The Creed Brothers (Brutus Creed & Julius Creed) derrotaron a Latino World Order (Cruz del Toro & Joaquin Wilde) (7:37).
- Seth Rollins & Bron Breakker (con Paul Heyman) derrotaron a CM Punk & Sami Zayn (13:10).[39]
  - Breakker cubrió a Zayn después de un «Spear».
  - Durante la lucha, Bronson Reed hizo su regreso, atacó a Punk y se unió a Rollins y Breakker.
- Zelina Vega derrotó a Chelsea Green (con Piper Niven & Alba Fyre) y retuvo el Campeonato Femenino de Estados Unidos (5:10).[40]
  - Vega cubrió a Green después de un «Code Red».
  - Durante la lucha, Niven y Fyre interfirieron a favor de Green.
- John Cena derrotó a  R-Truth (4:25).[41]
  - Cena cubrió a Truth después de un «Attitude Adjustment».
  - El Campeonato Indiscutido de WWE de Cena no estuvo en juego.
  - Después de la lucha, Cena golpeó a Truth con el campeonato.
- Damian Priest derrotó a Drew McIntyre en un Steel Cage Match (11:50).[42]
  - Priest ganó la lucha después de golpear a McIntyre con un «Con-Chair-To» y salir de la jaula por la puerta.
- Jey Uso derrotó a Logan Paul y retuvo el Campeonato Mundial de Peso Pesado (9:45).[43]
  - Uso cubrió a Paul después de un «Uso Splash».
  - Durante la lucha, John Cena interfirió a favor de Paul, mientras que Cody Rhodes lo hizo a favor de Uso.

### Saturday Night's Main Event XL
Saturday Night's Main Event XL tuvo lugar el 12 de julio de 2025 desde el State Farm Arena en Atlanta, Georgia. Fue emitido por NBC y Peacock para Estados Unidos y para el resto del mundo por YouTube. Este evento contó con el primer combate en el ring para Goldberg desde 2022, que también fue el combate final en sus casi 30 años de carrera.
- Randy Orton (con Jelly Roll) derrotó a Drew McIntyre (con Logan Paul) (8:26).[44]
  - Orton cubrió a McIntyre después de un «RKO».
  - Durante la lucha, Paul interfirió a favor de McIntyre, mientras que Roll lo hizo a favor de Orton.
  - Después de la lucha, McIntyre atacó a Roll con un «Claymore».
- Solo Sikoa (con Tonga Loa, Tala Tonga & JC Mateo) derrotó a Jimmy Uso y retuvo el Campeonato de los Estados Unidos (10:49).[45]
  - Sikoa cubrió a Uso con un «Roll-Up».
  - Durante la lucha, Loa, Tonga y Mateo interfirieron a favor de Sikoa.
  - Después de la lucha, MFT atacaron a Uso, pero fueron detenidos por Jacob Fatu.
- LA Knight derrotó a Seth Rollins (con Paul Heyman) (11:38).[46]
  - Knight cubrió a Rollins después de un «BFT».
  - Durante la lucha, Rollins sufrió una lesión legítima en la rodilla izquierda, pero se puso en pie para terminar el combate.
  - Después de la lucha, Rollins tuvo que salir con ayuda del personal médico.
- Gunther derrotó a Goldberg y retuvo el Campeonato Mundial de Peso Pesado (15:20).[47]
  - Gunther ganó la lucha después de dejar inconsciente a Goldberg con un «Sleeper Hold».
  - Esta fue la última lucha de Goldberg como luchador profesional.